# Borda da Mata
Borda da Mata es un municipio brasileño situado en el estado de Minas Gerais. Tiene una población estimada, en 2024, de 17 811 habitantes.

## Historia
Hacia 1754 llegaron a la zona Francisco Vieira Fagundes; su esposa, Margarida de Oliveira Leitão, y sus hijos, todos ellos procedentes de Atibaia. Allí establecieron una hacienda a la que llamaron Borda da Mata. Fueron los primeros habitantes y los fundadores del pueblo, que se formaría al lado del camino, en el límite entre el bosque y los campos.
En 1823 se construyó en los terrenos de la finca la Capilla de Nossa Senhora do Carmo de Borda da Mata. El padre Bernardo Leite Ferreira fue el primer capellán y, por sugerencia del obispo de São Paulo, se comenzaron a construir casas a su alrededor.
En el año 1886, Daniel Dioclesiano da Silva donó 8 acres de tierra a la Iglesia.
El ferrocarril llegó al lugar en 1898, lo que facilitó el flujo de la producción local de café y madera y estimuló el desarrollo económico de la región.
El municipio fue fundado el 16 de noviembre de 1924, al disponerse su separación de Pouso Alegre.